# Neo Trans
A Neo Trans (em coreano:  네오트랜스) é uma empresa ferroviária sul-coreana que opera a Linha Shinbundang. A empresa pertence atualmente ao grupo Doosan.